# Гурвіц Едуард Йосипович
Едуа́рд Йо́сипович Гу́рвіц (нар. 30 січня 1948, Могилів-Подільський) — український політик єврейського походження.
Мер міста Одеси у 1994—1998 та у 2005—2010 роках. Обирався народним депутатом України в 1994 і 1998 роках (самовисуванець); 2002 року — за списком блоку Наша Україна; 2012 — за списком партії УДАР.
За даними журналу «Фокус» Едуард Гурвіц, станом на 2009 рік, займав шістдесяте місце в рейтингу «найвпливовіших українців» та друге місце серед «найвпливовіших одеситів». 2010 року Едуард Гурвіц не потрапив у цей рейтинг.

## Життєпис

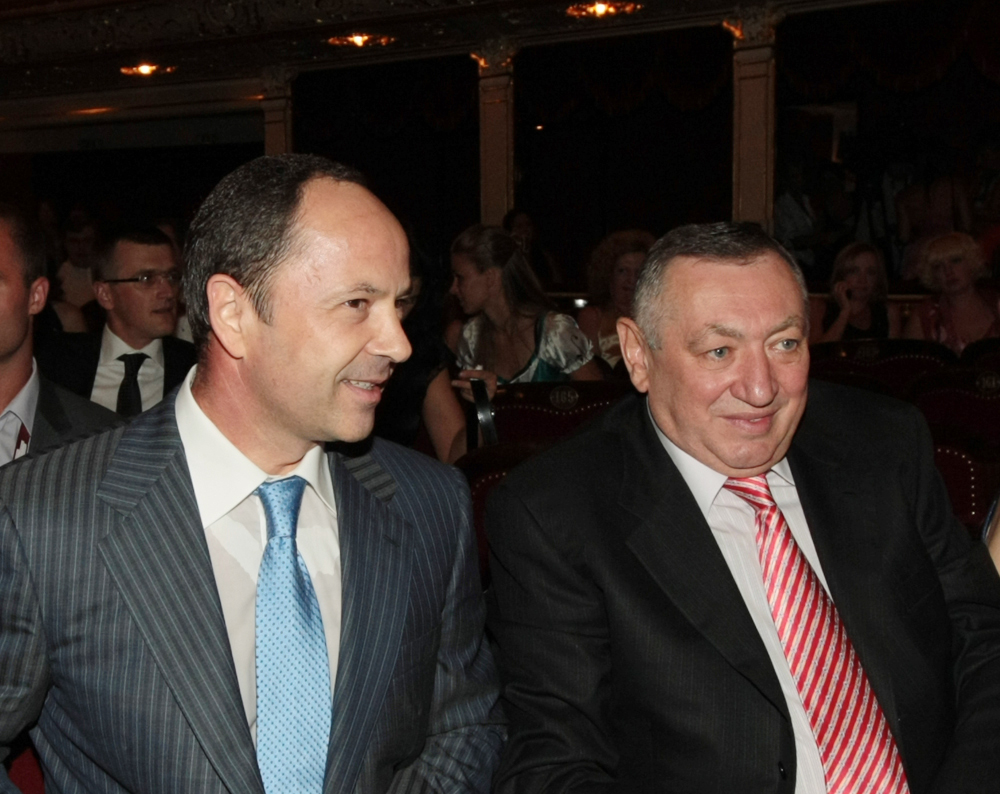
Сергій Тігіпко і Едуард Гурвіц, Перший Одеський міжнародний кінофестиваль

### Перші роки
Народився в сім'ї Марії Наумівни Бернштейн (1919–1994) та Йосипа Ілліча Гурвіца (1913–1957). З 1966 року Едуард Йосипович розпочав трудову діяльність, будучи учнем. Працював різноробочим, вантажником, майстром на будівництві. У 1971 році він закінчив Ленінградський інженерно-будівельний інститут за фахом «інженер шляхів сполучення». З 1971 року по 1972 служив в ракетних військах стратегічного призначення. В період 1977–1987 років працював у різних будівельних організаціях Одеси на посадах виконроба, старшого виконроба, начальника об'єднаної ділянки. А у 1987 році Едуард Гурвіц створив будівельну фірму-кооператив «Екополіс», яку в травні 1990 року успішно продав, оскільки був обраний головою Жовтневої райради Одеси.

### Політична діяльність та перший термін на посаді міського голови

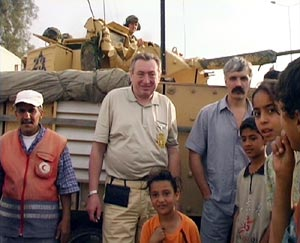
Едуард Гурвіц в Іраку поряд з Дмитром Корчинським (праворуч)

З травня 1990 року — голова Жовтневої районної ради міста Одеси. У квітні 1994 року — обраний народним депутатом України від Народного руху України. А вже у липні 1994 року — обраний міським головою міста Одеси. За нього подали голоси 204 тис. виборців. За його найближчого конкурента Олексія Костусєва — 202 тис. Програла сторона заявила про масові фальсифікації під час виборів в підконтрольному Гурвіцу Жовтневому районі м. Одеси та подала позов до суду, але програла.
У 1996 році — в Одесі проходить з'їзд чеченської діаспори «конгрес вайнахів» — в приміщенні російського драматичного театру, а в дитячі будинки Одеси були прийняті 23 чеченських дитини. У відповідь на цей крок лідери Ічкерії позитивно поставилися до прохання Гурвіца про звільнення групи українських заручників у Чечні. Гурвіц очолив українську депутацію, яка відвідала Чечню і визволила групу з 34-х заручників-будівельників з Кіровограда.. 2 лютого 1997 побував на інавгурації Аслана Масхадова офіційним гостем, де, за власними словами, просив чеченське керівництво про видалення з Одеси всіх чеченських злочинницьких організацій.Однак, мали місце контакти одеської влади з чеченськими лідерами наприкінці 1990-х років, це дало критикам Гурвіца привід підозрювати Гурвіца у зв'язках з чеченськими злочинцями і терористами.
У травні того ж року на найвищому міському рівні Гурвіц прийняв делегацію чеченського уряду на чолі з віце-президентом самопроголошеної республіки Вахою Арсановим, який дякував Едуарда Гурвіца «за матеріальну, моральну і духовну підтримку Чечні». 29 березня 1998 року — переобраний на посаду міського голови Одеси з відривом від найближчого конкурента в 70 тисяч голосів. Головний конкурент, Руслан Боделан, подав позов до суду, вимагаючи скасування результатів виборів через масові фальсифікації. В результаті прямого втручання центральної виконавчої влади і особисто президента Леоніда Кучми, Кіровоградський обласний суд визнав підсумки виборів недійсними. До перевиборів Едуард Гурвіц як кандидат допущений не був. На тих же виборах був обраний народним депутатом України по Суворовському виборчому округу міста Одеси.

### Вдруге на посаду міського голови
У 2002 році Едуард Гурвіц знову балотувався на посаду Одеського міського голови. За підсумками виборів був оголошений другим. Звинуватив свого конкурента у фальсифікації виборів і звернувся з відповідним позовом до суду. Суд позов відхилив. Після поразки на виборах Одеського міського голови "Віктор Ющенко по своїй квоті взяв мене (Гурвіца) в список «Нашої України» У цьому ж році був обраний до парламенту за партійними списками цього блоку і увійшов до складу однойменної парламентської фракції.
- У 2003 році Едуард Гурвіц відвідав Ірак, як член Комітету Верховної Ради України у закордонних справах, агітуючи за рішення відправити до Іраку український військовий контингент.[12]

Під час Помаранчевої революції 2004 року, прилучився до її прихильників. Був неодноразово помічений на сцені  Майдану Незалежності, де стояв рука об руку з іншими лідерами революції. У 2005 році — після приходу нової влади — Приморський районний суд міста Одеси, за нововиявленими обставинами, визнав офіційні підсумки виборів Одеського міського голови 2002 і скасував їх. Рішенням суду призначено міським головою міста Одеса, у зв'язку з чим депутатські повноваження припинені. Позов Гурвіца розглядала та ж суддя, яка присудила йому перемогу на виборах міського голови 1994 року (Світлана Ярош). Дещо пізніше, в кінці травня, з будівлі Приморського суду були викрадені всі матеріали кримінальної справи про фальсифікацію виборів у 2002 році. Виконавці і замовники даного викрадення досі не названі. У 2006 році Едуард Гурвіц знову був обраний міським головою Одеси. А 29 березня 2006 Одеська міська виборча комісія оприлюднила результати виборів міського голови Одеси. За Едуарда Гурвіца віддали свої голоси 224 тис. 703 виборця. Його найближчий переслідувач — Сергій Бовбалан набрав лише 92 тис. 662 голоси. 5 квітня Едуард Йосипович склав присягу міського голови.
У 1998 році, на виборах мера Одеси, Гурвіц набрав найбільшу кількість голосів, але був усунутий від влади рішенням Президента Кучми через політичні розбіжності з останнім. Проте, вже в 2005 році був призначений на посаду мера взагалі без виборів — простим рішенням районної судді С.Ярош. [Архівовано 14 вересня 2011 у Wayback Machine.]
З 1994 по 1998 — Народний депутат України 2-го скликання від Жовтневого виборчого округу № 294 Одеської області, висунутий трудовим колективом. Член Комітету з питань культури і духовності.
З березня 1998 по квітень 2002 — Народний депутат України 3-го скликання за виборчім округом № 136 Одеської області. Член Комітету з питань культури і духовності.
З квітня 2002 по березень 2005 — Народний депутат України 4-го скликання, обраний за списком виборчого блоку Ющенка «Наша Україна» під № 46. Член Комітету у закордонних справах.
Був представником України в Палаті місцевих влад Конгресу місцевих і регіональних влад Ради Європи на 2006—2007 роки (з травня 2006).
Безуспішно балотувався на посаду Одеського міського голови у 2010, 2014, 2015 та 2020 роках. У 2020-рому році посів 8-ме місце.

## Родина
Одружений. Дочка Євгенія (1975) — інженер-економіст, сини Станіслав (1983), Олександр (2008).

## Нагороди
- Орден «За заслуги» III ступеня (грудень 2006).
- Орден Святого благовірного князя Данила Московського II ступені (1 лютого 2008).[16]